# Microgaster plecopterae
Microgaster plecopterae är en stekelart som beskrevs av Wilkinson 1929. Microgaster plecopterae ingår i släktet Microgaster och familjen bracksteklar. Inga underarter finns listade i Catalogue of Life.